# انگویلا (میسیسیپی)
انگویلا (به انگلیسی: Anguilla) شهرکی در ایالت میسیسیپی کشور ایالات متحده آمریکا است که جمعیت آن در سرشماری سال ۲۰۱۰ میلادی، ۷۲۶
نفر بوده‌است.